# Offensive de Sloviansk
 (janvier 2024).
La mise en forme du texte ne suit pas les recommandations de Wikipédia : il faut le « wikifier ».
Les points d'amélioration suivants sont les cas les plus fréquents. Le détail des points à revoir est peut-être précisé sur la page de discussion.
- Les titres sont pré-formatés par le logiciel. Ils ne sont ni en capitales, ni en gras.
- Le texte ne doit pas être écrit en capitales (les noms de famille non plus), ni en gras, ni en italique, ni en « petit »…
- Le gras n'est utilisé que pour surligner le titre de l'article dans l'introduction, une seule fois.
- L'italique est rarement utilisé : mots en langue étrangère, titres d'œuvres, noms de bateaux, etc.
- Les citations ne sont pas en italique mais en corps de texte normal. Elles sont entourées par des guillemets français : « et ».
- Les listes à puces sont à éviter, des paragraphes rédigés étant largement préférés. Les tableaux sont à réserver à la présentation de données structurées (résultats, etc.).
- Les appels de note de bas de page (petits chiffres en exposant, introduits par l'outil «  Source ») sont à placer entre la fin de phrase et le point final[comme ça].
- Les liens internes (vers d'autres articles de Wikipédia) sont à choisir avec parcimonie. Créez des liens vers des articles approfondissant le sujet. Les termes génériques sans rapport avec le sujet sont à éviter, ainsi que les répétitions de liens vers un même terme.
- Les liens externes sont à placer uniquement dans une section « Liens externes », à la fin de l'article. Ces liens sont à choisir avec parcimonie suivant les règles définies. Si un lien sert de source à l'article, son insertion dans le texte est à faire par les notes de bas de page.
- La présentation des références doit suivre les conventions bibliographiques. Il est recommandé d'utiliser les modèles {{Ouvrage}}, {{Chapitre}}, {{Article}}, {{Lien web}} et/ou {{Bibliographie}}. Le mode d'édition visuel peut mettre en forme automatiquement les références.
- Insérer une infobox (cadre d'informations à droite) n'est pas obligatoire pour parachever la mise en page.

Pour une aide détaillée, merci de consulter Aide:Wikification.
Si vous pensez que ces points ont été résolus, vous pouvez retirer ce bandeau et améliorer la mise en forme d'un autre article.
Bataille du Donbass de l'invasion de l'Ukraine par la Russie de 2022
Batailles
Offensive de Kiev (Jytomyr, Kiev) : 
- 1re Hostomel
- Tchernobyl
- Ivankiv
- Kiev
- 2e Hostomel
- Vassylkiv
- Boutcha
- Irpin
  - Bombardement de réfugiés
- Jytomyr
- Mochtchoun
- Makariv
- Brovary

Offensive du Nord (Tchernihiv, Soumy) :
- Hloukhiv
- Slavoutytch
- Bombardements
- Soumy
- Trostianets
- Tchernihiv
- Okhtyrka
- Lebedyn
- Konotop
- Romny
- Desna
- Escarmouches frontalières

Russie  (Briansk, Belgorod) :
- Incursions en Russie occidentale
  - Oblast de Briansk
  - Oblasts de Belgorod et de Koursk
    - Incursions de 2024

  - Bombardement de Belgorod
- Oblast de Koursk (août 2024)

Campagne de l'Est (Donetsk, Louhansk, Kharkiv)
Kharkiv :
- 1re Kharkiv
  - Tchouhouïv
  - Bombardements : en février
  - en mars
  - en avril
  - du bâtiment administratif
- Izioum
- 2e Kharkiv
  - Balaklia
  - 1re Koupiansk
  - Chevtchenkove
- 3e Kharkiv

Nord du Donbass:
- Starobilsk
- Sloviansk
  - Dovhenke
  - 1re Lyman
  - Sviatohirsk
  - Bohorodychne et Krasnopillia
  - Bombardements : Bilohorivka
  - Kramatorsk
- Sievierodonetsk
  - Kreminna
  - Donets
  - Roubijné
  - Popasna
  - Tochkivka
  - Massacre
- Lyssytchansk
- 2e Kharkiv
  - Balaklia
  - 1re Koupiansk
  - Chevtchenkove
  - 2e Lyman
- Oblast de Louhansk
  - Ligne Svatove-Kreminna
  - Serebryansky
  - 2e Koupiansk

 Centre du Donbass:
- Horlivka
- Popasna
- Svitlodarsk
- Bakhmout
  - Soledar
- Siversk
- Tchassiv Iar
- Toretsk

Sud du Donbass :
- Volnovakha
- Marioupol
  - Bombardements : de l'hôpital
  - du théâtre
  - de l'école d'art
- Pisky
- Vouhledar
  - Pavlivka
- Marïnka
- Contre-offensive de 2023
- Avdiïvka
- Novomykhaïlivka
- Pokrovsk
  - Krasnohorivka
  - Toretsk
- Bombardements :
- Makiïvka
- Donetsk

Campagne du Sud (Mykolaïv, Kherson, Zaporijjia)
- 1re Kherson
- Odessa
- Melitopol
- Mykolaïv
  - Bombardements : à fragmentation
  - du bâtiment administratif
- 1re Berdiansk
- Zaporijjia
- Tchornobaïvka
- Enerhodar
- Voznessensk
- Houliaïpole
- Davydiv Brid
- 2e Berdiansk
- Nova Kakhovka
- 2e Kherson
  - Doudtchany
- Dniepr
- Tchoulakivka
- Contre-offensive de 2023
  - Robotyne

Frappes aériennes dans l'Ouest et le Centre de l'Ukraine
- Lviv (02/2022)
- Vinnytsia (03/2022)
- Yavoriv (03/2022)
- Deliatyne (03/2022)
- Dnipro

Guerre navale
- Île des Serpents (02/2022)
- Moskva (04/2022)

Attaques en Crimée
- Novofedorivka (08/2022)
- Djankoï (08/2022)
- Pont de Crimée (10/2022)
- Base navale de Sébastopol (10/2022)
- Pont de Crimée (07/2023)
- Base navale de Sébastopol (09/2023)

Débordement
- Aéroport de Millerovo
- Sabotages en Russie
- Attaques en Transnistrie
- Sabotage des gazoducs Nord Stream
- Terrain d'entraînement militaire de Soloti
- Explosions en Pologne
- Bases aériennes de Dyagilevo et Engels-2
- Base aérienne de Minsk-Matchoulichtchi
- Crise russo-moldave de 2023
  - Accusations de tentative de coup d'État en Moldavie
- Incident de drone de 2023 en mer Noire
- Rébellion du groupe Wagner

Massacres
- Tchernihiv
- Boutcha
- Borodianka
- Olenivka
- Izioum

L'offensive de Sloviansk est une série d'engagements militaires au nord de l'oblast de Donetsk, notamment dans les villages de Bohorodychne, Dovhenke, Krasnopillia, Lyman et Dibrova. Faisant partie de l'invasion de l'Ukraine par la Russie, elle oppose les Forces armées ukrainiennes aux Forces armées de la fédération de Russie pour le contrôle de Sloviansk. L'offensive commence après la victoire russe à la bataille d'Izioum et se déroule parallèlement à la bataille de Sievierodonetsk. Cette offensive fait partie d'une tentative d'encerclement plus large du Donbass ukrainien.

## Contexte
Le 24 février 2022, la Russie envahit l'Ukraine dans le contexte d'une forte escalade de la guerre russo-ukrainienne qui a commencé en 2014. L'invasion provoque la crise des réfugiés la plus rapide en Europe depuis la Seconde Guerre mondiale, avec plus de 6,5 millions de réfugiés. La 20e armée de la Garde pénètre dans le nord du Donbass et l'Oblast de Kharkiv et se dirige vers Severodonetsk et Izioum. Le 1er avril, l'armée ukrainienne confirme qu'Izioum était sous contrôle russe. Le lendemain, dans une interview pour Ukrinform, le maire adjoint d'Izioum, Volodymyr Matsokin, affirme que 80 % des bâtiments résidentiels de la ville avaient été détruits et qu'il n'y avait plus ni électricité, ni chauffage, et eau dans la ville.
En s'emparant d'Izioum, les forces russes contrôlent un carrefour ferroviaire stratégique dans l'est de l'oblast de Kharkiv. Quelques jours plus tard, lors de la bataille du Donbass vers laquelle la Russie et l’Ukraine concentrent leurs ressources, Kreminna devient la première ville importante du Donbass à tomber aux mains des Russes et des séparatistes le 18 avril. Le gouverneur de l'oblast de Louhansk, Serhiy Haidaï rapporte que 200 civils avaient été tués, même si le nombre de victimes pourrait être beaucoup plus élevé qu'indiqué. Le 27 mai, et le 8 juin respectivement, les dernières villes sous contrôle ukrainien au nord du fleuve Donets, Lyman et Sviatohirsk, tombent aux mains des forces russes et séparatistes.  Après avoir pris le contrôle de ces villes, le champ de bataille se déplace vers les forêts et les villages entre Izioum et Sloviansk. L'offensive prend fin début septembre avec le déclenchement de la contre-offensive de Kharkiv qui permet de reprendre Izioum, Lyman et les territoires perdus.

## Forces en présence

### Russie
Forces armées russes
- Forces terrestres russes
  -  1re armée de chars
    -  2e division de fusiliers motorisés
      - 1er régiment de fusiliers motorisés[1]

    -  4e division de chars
      - 423e régiment de fusiliers motorisés[2]

    -  49e brigade de missiles antiaériens[3]

  -  2e armée de chars de la Garde
    -  15e brigade de fusiliers motorisés[4]
    -  21e brigade de fusiliers motorisés

  -  20e armée combinée
    -  3e division de fusiliers motorisés
      - 237e régiment de chars[5] (retiré fin avril)[6]
      - 245e régiment de fusiliers motorisés[7]
      - 252e régiment de fusiliers motorisés[5]
      - 752e régiment de fusiliers motorisés[8],[5]

    -  144e division de fusiliers motorisés
      - 488e régiment de fusiliers motorisés[9]

  -  35e armée combinée
    -  38e brigade de fusiliers motorisés[10]
    -  64e brigade de fusiliers motorisés[11]
    - 69e brigade de couverture[12]

  -  36e armée combinée
    -  5e brigade de chars[13]
    -  37e brigade de fusiliers motorisés[14]

  -  41e armée combinée
    -  90e division de chars de la Garde
      - 228e régiment de fusiliers motorisés[15]

### Ukraine
Forces armées ukrainiennes :
- Armée de terre ukrainienne
  -  3e brigade de chars[16]
  -  57e brigade motorisée[17]
- Forces d'assaut aérien ukrainiennes
  -  25e brigade aéroportée
  -  79e brigade d'assaut aérien[18]
  -  80e brigade d'assaut aérien[19]
  -  81e brigade aéromobile[20]
  -  95e brigade d'assaut aérien[4]
  -  132e bataillon de reconnaissance
- Force de défense territoriale
  -  103e brigade de défense territoriale

 Ministère de l'Intérieur :
- Garde nationale de l'Ukraine
  -  Bataillon Dnipro-1[20]

 Corps des volontaires ukrainiens
- 2e Sotnya

## Déroulement de la bataille

### Progression russe (avril - mai 2022)
Le 11 avril, les forces russes lancent une attaque contre Dolgenkoïe et Dmytrivka, qui est repoussée par les forces ukrainiennes. Le 16 avril, les Russes conquièrent les villages de Mala Komyshuvakha, Andrivka et Sulyhivka au sud d'Izioum. Ils renouvellent leur attaque sur Dolgenkoïe et tentent de s'emparer de Tykhotske. Le 18 avril, des groupes de reconnaissance russes avancent jusqu'à Zavody, Dmytrivka et Dibrovne avant de se replier. Les Russes commencent à attaquer également Lozove plus au nord. Le 20, les Russes atteignent la périphérie de Dibrovne. Le 22 avril, les forces russes progressent au sud de Borova et prennent Lozove et Zelena Dolyna. De violents combats ont aussi lieu à l'est de Lyman à Zarichne, attaqués à la fois par le nord depuis Terny et à l'est depuis Kreminna. Le 24 avril, les Russes enregistrent des gains au sud de Dibrovne en atteignant la commune de Pashkove où ils sont stoppés par la 81e brigade aéromobile. Ils progressent également en direction de Lyman. Le lendemain, ils attaquent la commune de Karoviy Yar au sud de Lozove. Le 27 avril, Zarichne est conquise par les Russes. Le 30 avril, les Russes lancent une nouvelle attaque sur Dolgenkoie et Yampil. Le lendemain, les troupes russes s'emparent d'Yatsivka, Koroviy Yar et avancent en direction de Krymky et Oleksandrivka. La 81e brigade aéromobile se replie de la zone à l'ouest de Yatsivka vers Sviatohirsk. Dans la région de Lyman, les troupes russes avancent vers Ozerne à travers les forêts et prennent Yampil. Le 5 mai, les troupes russes tentent une nouvelle fois de pénétrer dans Dovhenke et sur l'autoroute Izioum – Slovyansk, mais leur avancée est repoussée par les défenseurs. Les forces russes tentent également d’ouvrir une nouvelle percée à Shandryholove, mais leur tentative est un échec. Le 7 mai, les Russes conquièrent Kymky et maintiennent la pression sur Oleksandrivka et Shandryholove où des unités de la 57e brigade motorisée résistent farouchement. Le 14 mai, les Russes atteignent la principale ligne de défense ukrainienne a Bohorodychne, Krasnopilia et Dolyna. Le 15 mai, l'armée ukrainienne annonce que la Russie avait lancé un nouvel assaut au nord-ouest de Sloviansk. À cette date, l'Institut pour l'étude de la guerre estime que le commandement militaire russe avait probablement abandonné son objectif « plus ambitieux » d'avancer vers Sloviansk pour tenter un encerclement à grande échelle, prédisant que la bataille de Sievierodonetsk serait prioritaire à l'avenir. Le groupe de réflexion a qualifié les opérations offensives vers Sloviansk de « lentes » et « infructueuses ».

### Enlisement devant Sloviansk (juin - juillet 2022)
Le 6 juin, selon une agence de presse ukrainienne, les soldats ukrainiens repoussent une nouvelle attaque contre Dovhenke, les forces russes ayant retiré une partie de leurs unités vers Izioum en raison des pertes subies.  À cette période, le député de la Douma d'État russe Alexander Borodai se serait rendu à Dovhenke pour prendre part à l'assaut du village avec l'Union des volontaires du Donbass.
La première offensive vers Krasnopillia commence le 7 juin, lorsque les forces combinées russes et LPR lancent une offensive à travers les forêts au sud d'Izyum, Sviatohirsk , Synychyne et Studenok vers la ville de Sloviansk , mais sont arrêtées à Bohorodychne et Krasnopillia.
Le 12 juin, l'Ukraine signale que l'armée russe mène un assaut depuis Dovhenke vers Mazanivka et Dolina, indiquant que le village avait été pris par les forces russes. Le 17 juin, les forces russes et celles de la LPR ont relancé l'offensive, tentant cette fois une percée plus sérieuse près des villes, qui est repoussée par une contre-attaque ukrainienne. Le 24 juin, l’artillerie russe cible des infrastructures civiles près de Bohorodychne, Krasnopillia et les villages environnants. Les forces russes et LPR tentent une autre percée six jours plus tard, le 30 juin, mais sans succès. À partir du 25 juin, les combats se sont poursuivis près de Dovhenke, mais à la fin du mois, les opérations russes se déplacent vers le sud du village.
L'offensive russe suivante a lieu le 7 juillet, lorsque les forces russes lancent une attaque infructueuse contre Bohorodychne, Krasnopillia et le village voisin de Dolyna. Le même jour, les forces russes tentent en vain de contourner Barvinkove par l’est dans le but de couper l’ autoroute E40 Izium-Sloviansk, une route d’approvisionnement clé pour les troupes ukrainiennes. Une offensive majeure a lieu à Krasnopillia les 11 et 12 juillet, avec des bombardements importants sur Dibrivne , Mazanivka , Adamivka et Kurulka , tous des villages proches de Bohorodychne et Krasnopillia. Le lendemain, le 13 juillet, d'autres attaques russes sont repoussées depuis la partie nord de Krasnopillia et Dolyna, apparemment dans le but de couper davantage l'autoroute Izioum-Sloviansk.
Les offensives russes contre Bohorodychne et Krasnopillia reprennent sans succès les 17 et 18 juillet, avec de violents bombardements contre les villes et les colonies voisines. Les bombardements reprennent sur Bohorodychne, Krasnopillia et les villages environnants le 21 juillet.Le 26 juillet, les forces russes lancent une autre attaque contre Krasnopillia et Bohorodychne, mais sans succès à nouveau. Les attaques reprennent le 31 juillet, lorsque les forces russes bombardent Bohorodychne, Krasnopillia et les villages environnants depuis le village de Dmytrivka tenu par les Russes.

### Contre-attaques ukrainiennes (août 2022)
Le 5 août, le conseiller présidentiel Oleksiy Arestovych annonce que l'armée ukrainienne avait lancé une nouvelle contre-attaque près d'Izioum contre les forces russes et que les combats ont repris à Dovhenke. Le lendemain, il y a de bombardements intensifs russes dans la région, y compris à Dovhenke qui se poursuivent le 7 août. Le 8 août, Arestovych déclare que selon certaines sources, Dovhenke avait été reprise par les Forces armées ukrainiennes et que l'Ukraine avançait avec succès vers Izioum. Un rapport publié ce jour-là par le ministère russe de la Défense indique que les forces russes ont détruit sept drones dans  divers villages, dont Dovhenke. Ce jour-là, l' état-major général des Forces armées ukrainiennes signale que Dovhenke et plusieurs autres villages sont attaqués par les forces russes. Le 9 août, les forces ukrainiennes reprennent Mazanivka.
Les forces russes bombardent Dovhenke et les villages environnants le 10 août. Les combats stagnent jusqu'au 6 septembre. Les assauts terrestres russes recommencent le 21 août au sud et au sud-est d'Izioum, visant à reconquérir les villages repris par l'Ukraine les semaines précédentes. Des sources ukrainiennes rapportent le 22 août que les troupes russes ont tenté d'avancer sur Dmytrivka et Nova Dmytrivka, tout en lançant de nouvelles attaques sur Krasnopillia. Les forces ukrainiennes libèrent les villages de Dibrivne et Dmytrivka lors de ces contre-attaques.

### Contre-offensive ukrainienne et reprise du territoire (septembre - octobre)
Le 6 septembre, les ukrainiens lancent une contre-offensive dans la région de Kharkiv et Izioum. 9 septembre, l'administration soutenue par la Russie ordonne « l'évacuation » des populations d'Izioum, Koupiansk et Velykyi Burluk . Plus tard dans la journée, les forces ukrainiennes atteignent Koupiansk, une plaque tournante de transit vitale à la jonction de plusieurs des principales lignes ferroviaires approvisionnant les troupes russes au front.
Le 10 septembre, Koupiansk et Izioum sont reprises par les forces ukrainiennes qui avancent également vers Lyman. Le New York Times déclare que "la chute de la ville stratégiquement importante d'Izioum, dans l'est de l'Ukraine, est le coup le plus dévastateur porté à la Russie depuis son humiliant retrait de Kyïv".